# João Carlos Opaliński
João Carlos Opaliński (1642 – 26 de março de 1695), conhecido como Henrique Opaliński na França, era um Starosta polonês e 

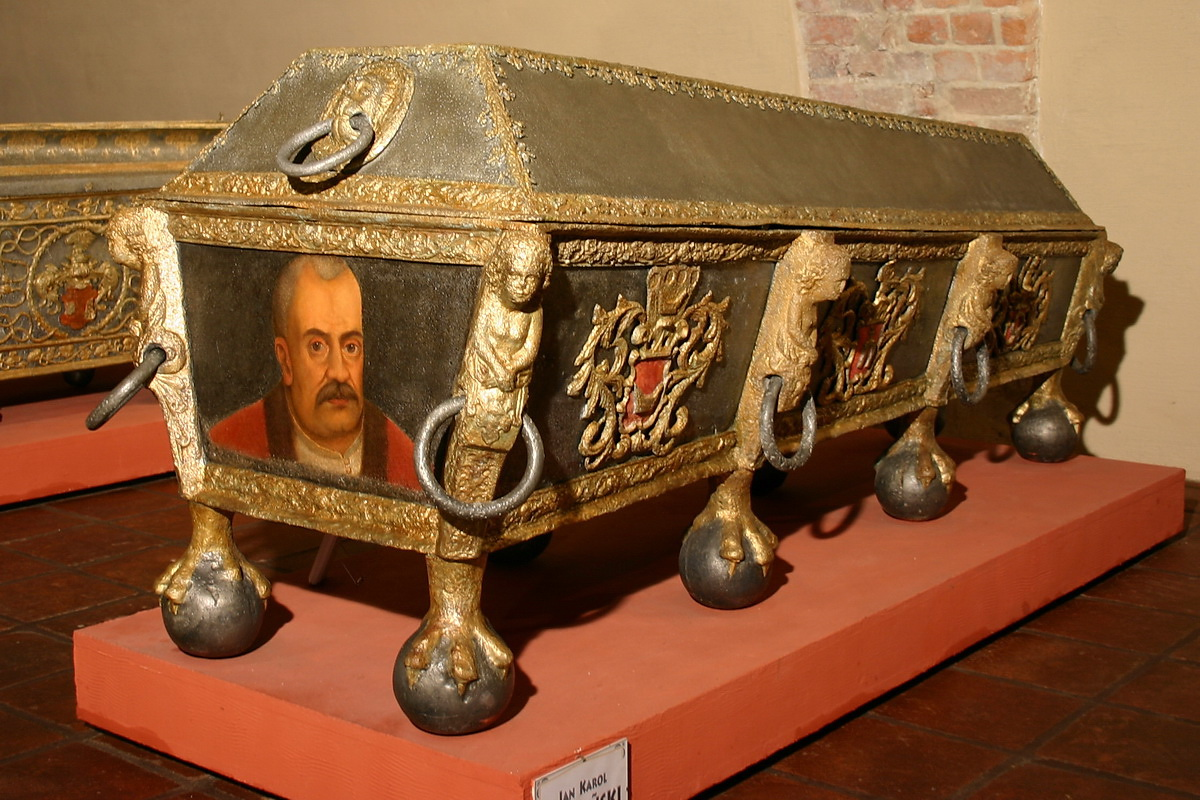
Sarcófago de João Carlos Opaliński

Castelão de Poznan. Era filho de Cristóvão Opaliński e Teresa Constança Czarnkowska.

## Casamento e descendência
Em dezembro de 1678, casou-se com Sofia Czarnkowska, de quem teve os seguintes filhos:
- Maria Opalińska (1679)
- Catarina Opalińska (1680–1747)
- Natimorto (1681)
- Estanislau Opaliński (1682-1682)

Catarina se casou com Estanislau Leszczyński, Rei da Polônia e Duque de Lorena.